# Kétújfalu
Kétújfalu es un pueblo ubicado en el distrito de Szigetvár, en el condado de Baranya, Hungría.

## Superficie
Posee una superficie de 16,30 kilómetros cuadrados.

## Demografía
Hasta 2019 la población era de 697 habitantes, con una densidad de población de 42,76 habitantes por kilómetro cuadrado.